# Pantera
Pantera er et amerikansk groove metal-band fra Texas. Gruppen blev dannet i 1981 af brødrene Vinnie Paul Abbott og Dimebag Darrell.
Bandet var inspireret af glam metal/hård rock, som var på sit højeste i slutningen af 1970'erne og nogle år frem. Pantera hentede dog også inspiration fra traditionelle metal bands som Black Sabbath.
I slutningen af 80'erne skiftede Pantera dog markant musikalsk retning. Dette skyldtes ny inspiration fra thrash metal-bandsene Metallica og Slayer – og at bandet havde fået en ny forsanger ved navn Phil Anselmo. De begyndte at spille væsentligt hårdere heavy metal, og blev senere en nøglefaktor indenfor groove metal, en undergenre til heavy metal musik.
I sommeren 1990 udgav Pantera albummet Cowboys from Hell og med årene blev bandet et af de mest kendte og hyldede heavy metal bands i 1990'erne.

Om Pantera udtalte Jason Birchmeier fra Allmusic sig "Rimeligvis det største metal band i 90'erne og... et af de største og mest indflydelsesrige bands nogensinde." Ud over denne hyldest er Pantera også rangeret som nr. 45 på VH1s liste over de "100 Greatest Artists of Hard Rock" (De 100 bedste hårde rock artister) og nr. 5 på MTVs "Top 10 Greatest Heavy Metal Bands of All-Time" – i begge tilfælde er de bedre placeret end Slayer.
Grundet langvarige interne stridigheder blev Pantera opløst i 2003. Året efter blev guitaristen, Dimebag Darrell, skudt og dræbt på scenen under en koncert med sit nye band Damageplan. Pantera blev gendannet i 2022 bestående af Rex Brown og Phil Anselmo. På turnerer medvirker tillige Zakk Wylde (el-guitar) og Charlie Benante (trommer).

## Biografi

### De tidlige år med glam metal (1981-1987)
I de tidlige år var Pantera et glam metal-band, der bl.a. spillede cover-versioner af Kiss og Van Halen i Texas' natklubber. Pantera optrådte ofte i spandex og med stort opsat hår, for at ligne deres idoler.
I 1983 udgav Pantera deres første album, Metal Magic som var produceret af Jerry Abbott, far til Vinne og Darrell.
Året efter udgav bandet deres andet album kaldet Projects in the Jungle. Til sangen "All Over Tonight" blev der endda lavet en musikvideo Projects in the Jungle blev også udgivet af bandets eget pladeselskab, Metal Magic Records, i samarbejde med Jerry Abbott.
I 1985 udkom Panteras tredje album med titlen I Am the Night, der ligesom Projects in the Jungle havde gjort Panteras lyd mere heavy, dog stadig med udgangspunktet i glam metal. Omkring 25.000 udgaver af albummet blev solgt. Panteras anden musikvideo blev produceret til nummeret "Hot and Heavy".

### Phil Anselmo ogPower Metal(1987-1989)
I 1986 udkom to album, der straks blev milepæle inden for thrash metal – Slayers Reign in Blood og Metallicas Master of Puppets. Disse to band ville vise sig at få en stor betydning for Panteras senere musikalske skift. Den daværende forsanger, Terrence Lee, og hans glam indstilling, passede ikke sammen med bandets nye image, så han blev frigivet fra bandet – jagten på en ny forsanger begyndte.
Bandet havde flere midlertidige forsangere, inden man endelig opdagede Phil Anselmo fra New Orleans. Anselmo havde tidligere været forsanger i andre bands.

Anselmo faldt godt til i Pantera med det samme, og bandet droppede spandex-tøjet, for som Vinnie Abbott sagde til et bandmøde: "These magic clothes don't play music. We do. Let's just go out there and be comfortable – jeans, t-shirt, whatever – and see where it goes."
I 1988 udgav det nye og langt mere heavy Pantera deres fjerde album med titlen Power Metal. Pladen var en blanding af 80'ernes hårde rock og thrash metal.

### Cowboys from Hell(1989-1991)
Kort efter udgivelsen af Power Metal var Dimebag Darrell (dengang kendt som Diamond Darrell) til auditon hos Megadeth. Dimebag insisterede dog på, at hans bror Vinnie Paul Abbott skulle med, men da Megadeth allerede havde en trommeslager, afslog de. Abbott-brødrene fokuserede nu igen på Pantera, der var på vej mod kommerciel succes.
Bandet havde længe ledt efter et rigtigt pladeselskab, men havde fået adskillige afslag. Men en repræsentant fra Atco Records så bandet spille live, og han blev så imponeret, at ham og hans boss fik en aftale i stand med Pantera. Og så begyndte indspilningen af Panteras første rigtige album – i følge dem selv.
Den 24. juli 1990 var dagen, hvor Pantera udgav albummet Cowboys from Hell. Pantera viste en mere ekstrem stil, og havde definitivt lagt glam metal bag sig, i stedet for en blanding af thrash metal og groove metal, som de selv kaldte "power groove".
Af fans, og egentlig også af bandet selv, betegnes Cowboys from Hell som Panteras "officielle" debut.
Albummet indeholdt de to populære numre "Cemetery Gates" og titelsangen, som gav Pantera deres øgenavn og personlighed.
Pladen var en kæmpe succes, som sendte Pantera på Europa-tour med bl.a. Exodus og Judas Priest, inden de sammen med AC/DC og Metallica spillede for over 500.000 mennesker, til den rekordstore "Monsters of Moscow"-koncert, som fejrede Sovjetunionens fald i 1991.
Pantera havde, ni år efter dannelsen, endelig succes, inden de gik i opløsning i 2003.

### Vulgar Display of PowerogFar Beyond Driven(1992-1994)
Pantera udgav albummet Vulgar Display of Power den 25. februar 1992, hvor både Dimebags guitar og Anselmos vokal var blevet mere markant end på det foregående album. Sangene fra pladen blev spillet overalt – i radioen og på MTV.
Pantera kom på tour i 1992 til bl.a. Japan og til endnu en Monsters of Rock.
Med Vulgar-pladen havde Pantera fået enorm succes, men da opfølgeren, Far Beyond Driven (udgivet 15. marts 1994), udkom blev Pantera samtidig kongerne af metal. Pladen gik direkte ind som nr. 1 på både den amerikanske og den australske albumhitliste, hvilket var første gang nogensinde for et metal album.
Bandet fortsatte med deres groove metal image, men de blev mere og mere ekstreme i deres musikalske stil.
De to album betegnes som Panteras bedste.

### Problemer med Anselmo ogThe Great Southern Trendkill(1994-1996)
Ifølge Abbott-brødrene begyndte Phil Anselmo at opføre sig underligt og distancerede sig fra resten af bandet i 1995. Bandet troede at Panteras store succes havde steget Anselmo til hovedet, men Anselmo selv sagde, at hans utilregnelige opførsel skyldtes smerter i ryggen, fra årene med ekstrem optræden. Anselmo forsøgte at dæmpe smerterne med alkohol, men det gjorde bare, at resten af bandet blev bekymrede.

Læger foreslog en operation, der ville fjerne smerterne i ryggen, men da det betød over et års pause, afslog Anselmo – i stedet begyndte han at bruge heroin som smertestillende.
Anselsos on-stage optræden i denne tid blev kendt og berygtet. Under en koncert i Montreal kom han med racistiske udtalelser, som han bagefter undskyldte med, at han havde været fuld.
I 1995 begyndte Anselmo også et af senere adskillige sideprojekter, kaldet Down.
Panteras næste album, The Great Southern Trendkill, udgivet 22. maj 1996, udkom under dominansen af grunge rock. Det er ofte blevet betegnet som Panteras "oversete" album.
Anselmo indspillede vokalerne til albummet i New Orleans, mens resten af bandet indspillede i Texas – bevis på den fortsatte distancering mellem Anselmo og resten af bandet.

### Overdosis, et live album og andre sideprojekter (1996-2000)
Den 13. juli 1996 to Phil en overdosis heroin. Hans hjerte stoppede i næsten fem minutter, men reddere gav ham et skud adrenalin og sendte ham på sygehuset. Da han senere vågnede på sygehuset, sagde en sygeplejerske til ham: "Welcome back to life, you overdosed on heroin." Den næste aften undskyldte Anselmo overfor resten af bandet, men dette hjalp ikke på bandets store problemer.
I 1997 udgav bandet live albummet Official Live: 101 Proof.
To uger før live albummets udgivelse fik Pantera sit første platinium album i Cowboys from Hell, og fire måneder senere gik både Vulgar Display of Power og Far Beyond Driven platinium.
Omkring denne tid gik Anselmo med i flere forskellige sideprojekter med sit alias Anton Crowley, mens resten af bandet lavede deres eget lille sideprojekt kaldet Rebel Meets Rebel.

### Sidste album og opløsning (2000-2004)
Pantera udgav deres sidste album, Reinventing the Steel, 14. marts 2000.
Bandet tog på verdensturné i 2001. Touren i Europa blev dog noget kortere end planlagt, pga. terrorangrebet den 11. september 2001. Dette ville blive den sidste gang medlemmerne af Pantera spillede sammen.
Anselmo var igen mere optaget af forskellige sideprojekter som Down og Superjoint Ritual. Vinnie Paul hævder, at Anselmo fortalte, at han ville holde et år fri, men pladeindspilningerne og tours med Superjoint Ritual og Down, viste noget andet. Abbott-brødrene var frustrerede, men formodede, at Anselmo ville vende tilbage. Anselmo mente, at det var en fælles beslutning, at tage en pause.
Pantera blev i 2003 officielt opløst, da Abbott-brødrene konkluderede, at Anselmo havde forladt bandet, for aldrig at vende tilbage. Dette startede en mindre krig mellem Abbott-brødrene og Anselmo.

Abbott-brødrene og personerne omkring Pantera hævder, at de adskillige ringede til Anselmo for at reorganisere, men Anselmo fastholder, at de aldrig ringede.

Anselmos udtalelse i et 2004-nummer af magasinet Metal Hammer, hvor han siger at "Dimebag deserves to be beaten severely" tydeliggjorde, hvilke interne stridigheder, der var i Pantera. Anselmo hævdede bagefter, at han havde sagt det i en form for sjov, men det afviste Vinnie Paul efter hans bror, Dimebag, var død. Vinnie Paul havde nemlig hørt lydbåndende fra interviewet, og Anselmo havde hvert et ord fra artiklen.
I juli 2004 gik Vulgar Display of Power dobbelt platinium, mens The Great Southern Trendkill måneden efter solgte platinium.

### Mordet på Dimebag Darrell
Den 8. december 2004 blev Dimebag Darrell skudt og dræbt. Det skete til en koncert med Damageplan, Vinnie Paul og Darrells nye band, i Columbus, hvor en sindsforvirret fan, ved navn Nathan Gale, hoppede op på scenen og skød "Dimebag" Darrell Lance Abbott i brystet. Inden han blev dræbt af en politibetjent, nåede Nathan Gale at skyde og dræbe tre andre personer.
Phil Anselmo fløj til Texas for at deltage i Dimebag Darrells begravelse, men ventede fem dage på et hotelværelse på svar fra Vinnie Paul. Et svar der aldrig kom.
Ifølge egne udtalelser, overvejede Anselmo at genforene Pantera efter mordet på Dimebag, men Vinnie Paul nægtede.

Der er nu iskold luft mellem de to.
I 2006 sluttede Vinnie Paul sig til gruppen Hellyeah, mens Anselmo og Rex Brown fortsatte i Down.

## Bandmedlemmer

### Endelige medlemmer
- Phil Anselmo – vokal (1987-2003, 2022-)
- Dimebag Darrell – lead & rytmeguitar, bagvokal (1981-2003)
- Vinnie Paul Abbott – Trommer, perkussion, bagvokal (1981-2003)
- Rex Brown – bas, bagvokal (1982-2003, 2022-)

### Tidligere medlemmer
- Terry Glaze/Terrence Lee – vokal (1982-1986), rytmeguitar (1981,1982)
- David Peacock – vokal (1986-1987)
- Tommy Bradford – bas (1981-1982)
- Donnie Hart – vokal (1981-1982)
- Matt L'Amour – vokal (1986)

## Diskografi

### Tidlige albums
- 1983: Metal Magic
- 1984: Projects in the Jungle
- 1985: I Am the Night
- 1988: Power Metal

### Studiealbums
- 1990: Cowboys from Hell (Platinium)
- 1992: Vulgar Display of Power (Dobbelt platinium)
- 1994: Far Beyond Driven (Platinium)
- 1996: The Great Southern Trendkill (Dobbelt Platinium)
- 2000: Reinventing the Steel (Guld)

### Live album
- 1997: Official Live: 101 Proof (Guld)

## Fodnoter
1. ↑  Pantera hos Allmusic (engelsk). Retrieved 24. januar 2025.
2. ↑  "100 Greatest Artists of Hard Rock (60-41)". VH1. Arkiveret fra originalen 18. august 2011. Hentet 14. juli 2006.
3. ↑  "Top 10 Greatest Heavy Metal Bands of All-Time". MTV. Arkiveret fra originalen 30. december 2011. Hentet 14. juli 2006.
4. ↑  Pantera 'All Over Tonight' på YouTube